# Wien Rådhus
Wien Rådhus huser Wiens borgmester og kommunerådet. Kommunerådet i Wien fungerer også som Wiens landdag.
Den historiske bygning blev opført mellem 1872 og 1883 af Friedrich von Schmidt. Rådhusfasaden er et fremragende eksempel på nygotikken. Det ydre, frem for alt det 105 meter høje tårn, er inspireret af traditionen for flanderske rådhuse fra gotikken, for udadtil at knytte assosiation til den middelalderlige tradition for byers frihed. Grundplanen med 7 længer følger dog mere ideerne fra paladser omkring barokken. Derfor er det svært fuldstændig at argumentere for at bygningen hører til i nygotikken og den tanke blev da også afvist af Schmidt selv. Byggeomkostningerde beløb sig til 14 millioner gylden.
Ud af det samlede areal for rådhuspladsen på 113.000 m² udgør selve rådhuset 19.592 m². Bygningen er 152 meter lang og 127 meter bred, og består af 1.575 rum med 2.035 vinduer. 
Rådhusets festsal med statuer af betydningsfulde personligheder fra Wien er den største sal på Wiener Ringstraße. I den finder gang på gang vigtige begivenheder sted som for eksempel baller. Det såkaldte Life Ball, Europas største Aids-velgørenhedsarrangement, bliver afholdt i mange af rummene i rådhuset.
På spidsen af tårnet står statuen Rathausmann, en 3,5 meter høj jernskikkelse i form af en udbringer i rustning. Den blev fremstillet af Alexander Nehr efter en model af Franz Gastell, med forbillede af Kejser Maximilian 1.
Pladsen foran rådhuset, en del af Josefstädter Glacis, tjente i det 19. århundrede som paradeplads og kunne kun efter langvarige interventioner mellem borgmester Cajetan Felder og kejseren i 1870 blive fravristet ham. I den langtrukne strid mellem by og monarki om omkostningerne ved Ringstraße-projektet fik rådhuset en prominent placering. 
Resten af glacissen foran rådhuset blev indrettet som Rathauspark af havekunstneren Rudolph Siebeck (1812-1878), direkte overfor ligger Burgtheater. I denne park blev 8 statuer er personligheder fra den østrigske historie opstillet. De stod førhen på Elisabethbrücke (ved den nuværende Karlsplatz) over Wienfloden, der efter flodreguleringen i 1902 blev afskåret. Disse statuer er lavet fra år 1854 og i blandt statuerne findes: Heinrich II Jasomirgott, Leopold VI, Rudolf IV og Johann Bernhard Fischer von Erlach. 
En gang årligt finder det såkaldte Wiener Kriterium sted, et cykelløb der går rundt om  rådhuset og slottet.[kilde mangler]